# S 12 (väg)
| ს 12 |

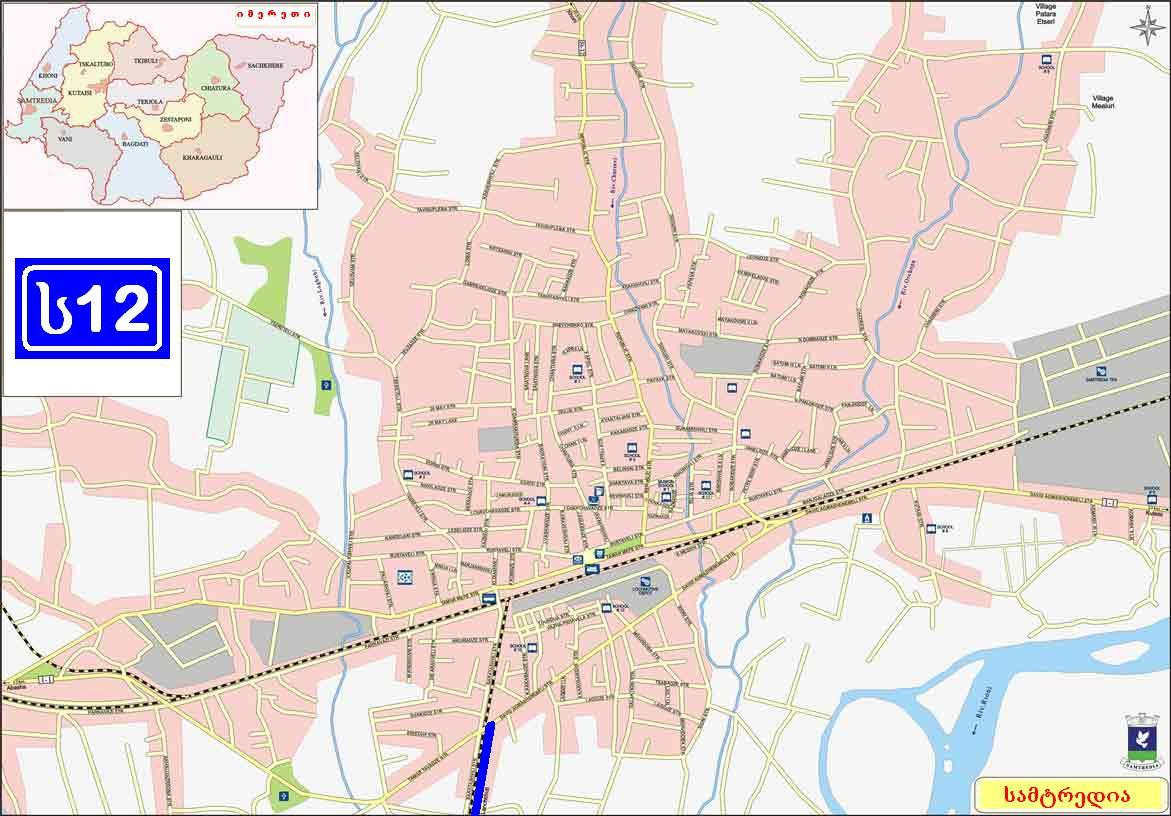
ს 12 i Samtredia.

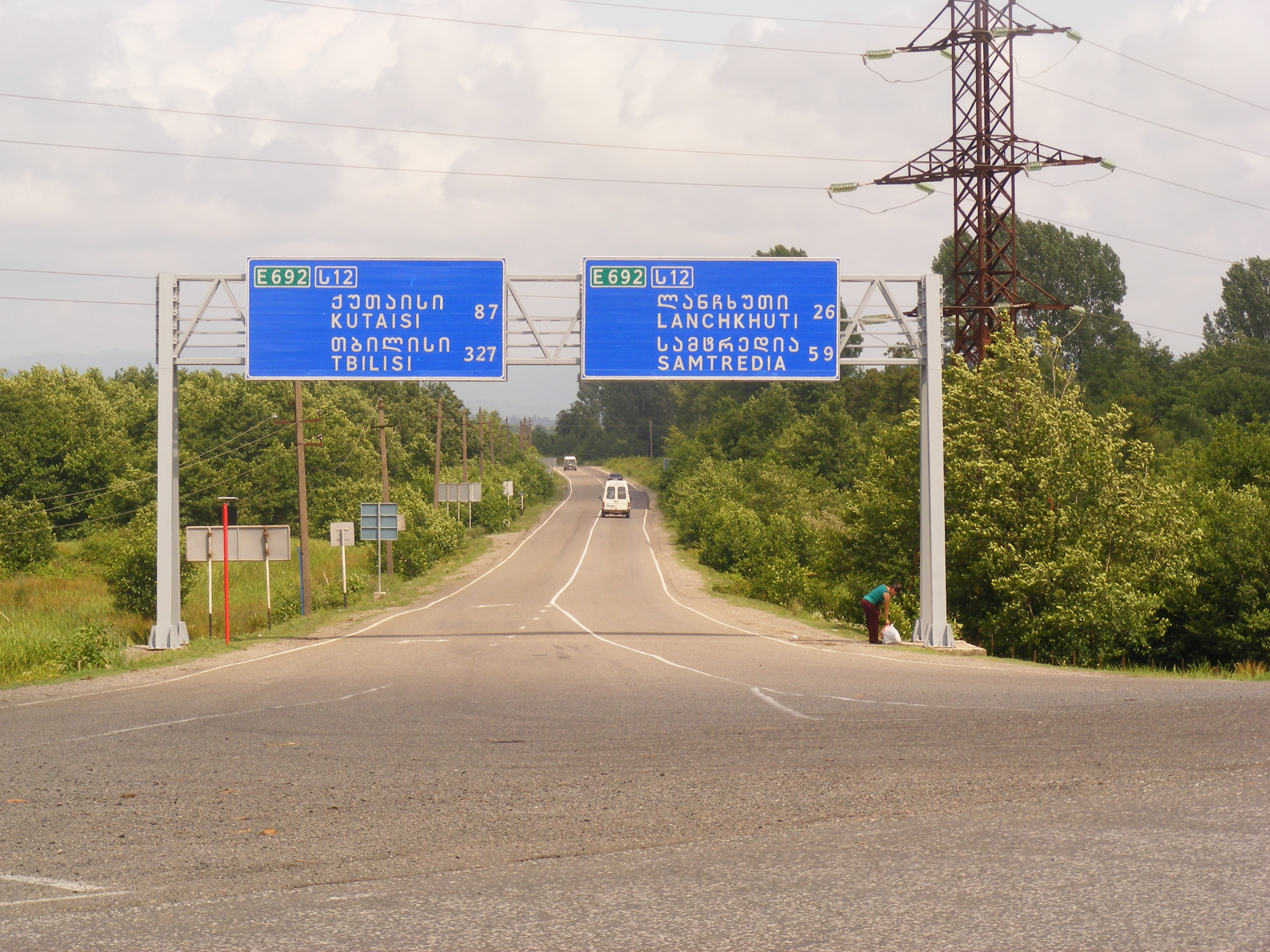
ს 12 vid Grigoleti

S 12 egentligen ს 12 (georgiska: საქართველოს საავტომობილო მაგისტრალი, Sakartvelos saavtomobilo magistrali) är en av de största vägarna i Georgien inom ს-vägsystemet. Den börjar i Samtredia och går söderut via Lantjchuti och Supsa där den ansluter till S 2.